# 藤井神社
藤井神社 (ふじいじんじゃ) は、愛知県大府市横根町にある神社。旧社格は郷社。
祭神は天照大御神と須佐之男命。

## 概要
六々村を集約する横根郷一帯の氏神として明治5年郷社に指定されるなど盛況極めた神社である。また、文化財に指定された社宝瓶子があり、三番叟、山車などもある。
「藤井」というのは、藤の木のある井戸という意味であり、略して藤井と称されたことがこの神社の名前の由来となっている。

## 祭神
- 天照大御神
- 須佐之男命

## 文化財

### 県指定文化財
瓶子(へいじ)
藤井神社の社宝。
鎌倉時代のものであり、「藤井宮大明神御酒瓶子」の印刻が施されている。
奉納社が藤井大明神であることと、御神酒を入れるものであること、肩の部分に刻印されている所に価値があるとされており、藤井神社の由緒を証明するものとされている。

### 市指定文化材
山車
藤井神社には現在3台の山車がある。広洲長浜から譲り受け、垂井を経由して持ち来たらされたという言い伝えがある。
中組の山車の制作年代は、江戸時代の安政6年と考えられている。裏板に墨書きが残されていた為信憑性が高い一方で、上述の長浜から譲り受けたという説とは一致しない。
この山車は藤井神社に近い3つの地域で管理されている。